# Юрий Александрович (князь тверской)
Юрий Александрович (ок. 1400 — 26 ноября 1425 ) — великий князь Тверской с 25 октября по 26 ноября 1425 года. Сын Александра Ивановича Тверского от брака с дочерью моложского князя Фёдора Михайловича.

## Биография
Год рождения Юрия неизвестен. Поскольку его отец, Александр Иванович, женился в 1398 году, а к моменту смерти Юрий имел двух сыновей, вероятно Юрий родился в первые годы супружества.
В мае 1425 года умер дед Юрия, великий князь Тверской Иван Михайлович. Ему наследовал отец Юрия Александр Иванович. Однако 25 октября 1425 года умер и он. Вероятно причиной его смерти стала бушевавшая в то время на Руси эпидемия чумы. Через четыре недели жертвой эпидемии, видимо, стал и сам Юрий. Летопись сообщает, что он умер вслед за отцом на Юрьев день (26 ноября 1425 года)
Наследовал Юрию не его старший сын Иван, который был вынужден удовлетвориться Зубцовским уделом, а младший брат Борис Александрович.

## Брак и дети
Жена: младшая дочь московского боярина Ивана Дмитриевича Всеволожа. Дети: 
- Иван (ум. после 1462/1464), князь Зубцовский с 1426
- Дмитрий